# Forn de Can Noguera
El Forn de Can Noguera és una obra de Vidreres (Selva) inclosa a l'Inventari del Patrimoni Arquitectònic de Catalunya.

## Descripció
Es tracta de les restes d'un forn antic de planta circular i situat en un vessant de la muntanya, aprofitant el desnivell. Actualment té el sostre caigut, però el cobria, presumiblement, una volta de pedra, les restes de la qual encara es poden observar al terra de l'interior del forn. La boca del forn, l'única entrada original del forn, està formada per una obertura emmarcada de pedra mal desvastada i de forma quadrada d'un metre i mig de costat.

## Història
El funcionament del forn s'ha de vincular amb els treballs agrícoles, ramaders i bosquetans de la propietat de Can Mundet, prop de l'antic mas de Can Noguera. Segons alguns coneixedors del terreny i per similitud a d'altres forns documentats a la zona de Santa Coloma, el forn seria de pega, per destil·lació de socs de pi vell, i no pas de calç o vidre.